# Boerderij Kattenbroek
Boerderij Kattenbroek is een boerderij aan de rand van het dorp Hoogland, gemeente Amersfoort.
De Amersfoortse wijk Kattenbroek, die gebouwd is in het buitengebied van de voormalige gemeente Hoogland, is vernoemd naar deze boerderij. De naam is afgeleid van het woord katteklei, een zeer zuur type klei, en het Middelnederlandse woord broec, een laaggelegen stuk land dat nat blijft of vaak nat wordt.
Kattenbroek wordt al in de dertiende eeuw al genoemd. In 1695 werd de Malenhoeve Kattenbroek wegens een veiling door een notaris omschreven als
Een seeker huyzinge, hoff en hofstede met twee schuren ende bergen nevens zeven en twintig morgen vier hondert roeden landt, gelegen onder de gerecht van 't Hogelandt end achter de Brinckemoolen, genaamt Cattenbroek.
Op 15 mei 1695 werd de boerderij geveild in opdracht van Catharina van Munster, weduwe van Cornelis van Loenen, koopman in wijnen te Amsterdam. Koper voor f 4770 was Jan Bartsen uit Stoutenburg.
Tegenwoordig fungeert de boerderij als woonhuis. Ze is gelegen aan het Stadspark Schothorst. Naast de oorspronkelijke boerderij, nu "Oud Kattenbroek" geheten, werd in 1872 een nieuwe boerderij Nieuw Kattenbroek gebouwd.